# Domenico Rossi (generale)
Domenico Rossi (Roma, 15 maggio 1951) è un generale e politico italiano, generale di corpo d'armata dell'Esercito Italiano e già Sottocapo di Stato Maggiore dell’Esercito. È stato deputato alla Camera della XVII Legislatura e Sottosegretario di Stato al Ministero della difesa nel Governo Renzi e nel Governo Gentiloni.

## Biografia
Laureato in scienze strategiche, nel 2003 ha conseguito il Diploma di Laurea in scienze politiche.

### Attività militare
Allievo del 151º corso dell'Accademia militare di Modena dal 1969 al 1971, frequenta quindi quale Sottotenente di fanteria, la Scuola di Applicazione di Torino, al termine della quale è stato nominato Tenente nel 1973. Presta servizio al XXII Battaglione carri "Serenissima", a San Vito al Tagliamento.
Dal 1983 a 1984 è stato Ufficiale addetto presso l'Ufficio Informatica dello Stato maggiore dell'Esercito, e fino al 1990 all'Ufficio Ordinamento e all'Ufficio Reclutamento.
Dal 1990 al 1991 è stato Comandante del Battaglione corazzato M. O. Butera presso L'Aquila.
Dal 1995 al 1996 è stato Comandante del Reggimento Corazzato di Teulada.
Dal 1996 a1 1997 è stato Capo Ufficio Reclutamento, Stato ed Avanzamento dello Stato maggiore dell'Esercito e fino al settembre 2000 è stato Capo Ufficio Reclutamento, Stato ed Avanzamento dello Stato maggiore della difesa. Dal 1997 al 2000 è stato inoltre membro del Comitato NATO per l'ingresso delle donne nelle Forze Armate della NATO e membro del Comitato consultivo del Capo di Stato Maggiore della Difesa per l'ingresso delle donne nelle Forze Armate Italiane.
Promosso generale di brigata, dal settembre 2000 al settembre 2001 è stato Comandante della Brigata meccanizzata "Granatieri di Sardegna".
Dal 19 aprile 2002 al 7 giugno 2006 è stato inoltre Presidente del Consiglio Intermedio di Rappresentanza dell'Ispettorato per il Reclutamento e le Forze di Completamento del personale militare.
Dal 10 marzo 2004 al 18 settembre 2007 è stato Capo Reparto Affari Giuridici ed Economici del Personale dello Stato Maggiore dell'Esercito.
Dal mese di agosto 2006 è presidente del Consiglio Centrale di Rappresentanza (COCER) dell'Esercito ed Interforze, carica che lascerà nel luglio del 2012.
Il 19 settembre 2007 ha assunto l'incarico di Comandante della Regione Militare Centro e del Comando militare della Capitale.
Il 1º gennaio 2008 è promosso Generale di corpo d'armata.
Nell'agosto 2010 è nominato dal ministro della difesa Ignazio La Russa Sottocapo di Stato Maggiore dell'Esercito restandolo fino all'aprile 2013.

### Attività politica

#### Elezione a deputato
Nel 2013 è stato posto in licenza straordinaria per partecipare alle elezioni politiche del 24 e 25 febbraio 2013, come candidato alla Camera dei Deputati, nella circoscrizione Lazio 1, nelle liste di Scelta Civica per l'Italia (in seconda posizione), venendo eletto deputato della XVII Legislatura.
Successivamente alla sua elezione viene collocato d'ufficio in aspettativa senza assegni per la durata del mandato parlamentare.
Alla Camera dei deputati è membro della Giunta per le autorizzazioni, della quale è anche segretario, della IV Commissione permanente (Difesa), del Comitato parlamentare per i procedimenti di accusa, del quale è anche segretario, e della Delegazione Parlamentare Assemblea OSCE.
Il 10 dicembre 2013, insieme alla componente popolare di Scelta Civica, lascia il partito ed il gruppo parlamentare ed aderisce al gruppo Per l'Italia ed al partito Popolari per l'Italia.
Il 27 gennaio 2014 è uno dei membri della Delegazione Parlamentare italiana che fa visita a Massimiliano Latorre e Salvatore Girone, i due militari italiani trattenuti in India a causa dell'incidente della Enrica Lexie.

#### Sottosegretario alla Difesa e le comunali a Roma
Il 28 febbraio 2014 è nominato Sottosegretario di Stato al Ministero della difesa del governo Renzi in quota Popolari per l'Italia.
In vista delle elezioni europee del 2014, è candidato nella lista Nuovo Centrodestra - Unione di Centro nella Circoscrizione Italia centrale, ottenendo 7.567 voti e non venendo eletto.
Il 3 giugno 2015 il suo partito Popolari per l'Italia decide di abbandonare la maggioranza di governo; Rossi abbandona il partito e rimane nella maggioranza, aderendo successivamente al Centro Democratico di Bruno Tabacci.
Ad inizio 2016 annuncia la sua candidatura alle primarie del PD per il candidato a sindaco di Roma. Ottiene 1.320 preferenze (il 3%). Alle successive elezioni comunali Rossi viene candidato dal Centro Democratico nella lista Più Roma-Democratici e Popolari a sostegno del candidato PD Roberto Giachetti, senza essere eletto.
Il 29 dicembre dello stesso anno viene confermato Sottosegretario alla Difesa nel Governo Gentiloni, e il 19 gennaio 2017 gli vengono attribuite le deleghe.
Nel giugno del 2017 presso la Sala della Regina a Montecitorio, Camera dei Deputati, consegna al Presidente di Pissta, dr. Iano Santoro, il Premio Giovanni Falcone, controfirmato da Maria Falcone (sorella del magistrato vittima di mafia).
In occasione delle Elezioni amministrative in Italia del 2021 a Roma viene inserito nella lista civica del candidato del centro-destra Enrico Michetti  ma con 412 preferenze non viene eletto consigliere.

## Controversie
Il 1º ottobre 2017, l'inviato Filippo Roma del programma televisivo Le Iene, denuncia che Rossi ha fatto assumere con regolare contratto il figlio Fabrizio come assistente parlamentare del deputato Mario Caruso — con cui condivide l'ufficio alla Camera dei deputati — il quale avrebbe continuato per un anno e mezzo a far lavorare con le stesse mansioni, ma senza contratto e senza stipendio, una ragazza che inizialmente era stagista. In un colloquio (registrato di nascosto) con questa ultima Caruso dapprima afferma e successivamente nega che il contratto del figlio di Rossi, sebbene formalmente legale, serviva in realtà a mascherare il fatto che era il padre a pagare il figlio (in altre parole, attraverso questo meccanismo, Rossi avrebbe assunto il figlio nel suo stesso ufficio della Camera, senza che il figlio dovesse mai presentarsi al lavoro). Già in altre occasioni lo stesso Roma aveva contestato a Rossi un uso discutibile dell'auto blu. Sono trascorsi pochissimi giorni e Rossi che si trovava in missione in Australia per conto del Dicastero, rimette volontariamente le deleghe affidategli dal ministro, restando sottosegretario, per “non coinvolgere l’amministrazione e per svolgere ogni azione in piena libertà e con maggiore serenità”, considerandole “accuse infondate e lesive della mia persona, insinuazioni che infangano, ancora una volta, la mia reputazione”. Rientrato in Italia dalla missione a Sydney Rossi ha chiesto formalmente di essere ascoltato dal Collegio dei Questori della Camera dei Deputati ed è stato sentito in data 17 ottobre nell’ambito dell’istruttoria indetta dalla Presidenza della Camera sulla vicenda. Al termine di quest'ultima, sono state le dichiarazioni dell’Ufficio di Presidenza della Camera a far chiarezza “il Sottosegretario Rossi non è stato neppure oggetto dell’istruttoria, tenuto conto dell’assenza di qualsiasi rilievo nei suoi confronti. Così come il rapporto del figlio con l’On. Caruso è risultato legittimo”.